# ブッダ (デモアルバム)
『ブッダ』 (Buddha) は、アメリカのポップ・パンクバンド、ブリンク 182の3枚目デモアルバム。1994年1月にカセットテープで限定販売され、1998年10月に再リリースされた。そして、2月には1stアルバム『チェシャー・キャット』をリリースした。

## 収録曲
- オリジナルバージョン

1. カルーセル - Carousel - 2:54
2. TV - T.V. - 1:41
3. ストリングス - Strings - 2:25
4. フェントゥーズラー - Fentoozler - 2:06
5. タイム	- Time - 2:49
6. ロメオ・アンド・レベッカ - Romeo & Rebecca - 2:34
7. 21・デイズ - 21 Days - 4:03
8. サムタイムズ - Sometimes - 1:08
9. デンジェネレイト - Degenerate - 2:28
10. ポイント・オブ・ビュー - Point of View - 1:11
11. マイ・ペット・サリー - My Pet Sally - 1:36
12. リーボック・コマーシャル - Reebok Commercial - 2:36
13. トースト・アンド・バナナズ - Toast & Bananas - 2:33

- リマスター版

1. カルーセル - Carousel - 2:54
2. TV - T.V. - 1:41
3. ストリングス - Strings - 2:25
4. フェントゥーズラー - Fentoozler - 2:06
5. タイム - Time - 2:49
6. ロメオ・アンド・レベッカ - Romeo & Rebecca - 2:34
7. 21・デイズ - 21 Days - 4:03
8. サムタイムズ - Sometimes - 1:08
9. ポイント・オブ・ビュー	- Point of View - 1:11
10. マイ・ペット・サリー - My Pet Sally - 1:36
11. リーボック・コマーシャル - Reebok Commercial - 2:36
12. トースト・アンド・バナナズ - Toast & Bananas - 2:33
13. ガール・ネクスト・ドア	 - The Girl Next Door - 2:31
14. ドント - Don't - 2:26